# 諾特模
諾特模是抽象代數中一類滿足升鏈條件的模，定義方式類似諾特環。

## 定義
以下固定一個環 {\displaystyle A}。設 {\displaystyle M} 為左 {\displaystyle A}-模，當 {\displaystyle M} 滿足下列等價條件時，稱 {\displaystyle M} 為諾特模：
- 所有 {\displaystyle M} 的子模都是有限生成的。
- 對所有由 {\displaystyle M} 的子模構成的升鏈 {\displaystyle M_{1}\subset M_{2}\subset \cdots }，存在 {\displaystyle N\in \mathbb {N} } 使得 {\displaystyle i\geq N\Rightarrow M_{i}=M_{i+1}}；換言之，此升鏈將會固定。

若將上述定義中的左模換成右模，可得到右諾特模的定義。

## 性質
- 設 {\displaystyle M} 為諾特模，則它的所有子模與商模都是諾特模。
- 設 {\displaystyle N\subset M}，{\displaystyle N} 與 {\displaystyle M/N} 都是諾特模，則 {\displaystyle M} 亦然。
- 諾特環上的有限生成模都是諾特模，藉此可以構造大量諾特模的例子。
- 諾特模的局部化仍是諾特模。

## 文獻
- Serge Lang, Algebra (2002), Graduate Texts in Mathematics 211, Springer. ISBN 0-387-95385-X